# Ar-Rumajsa
Ar-Rumajsa (arab. الرميثة, Ar-Rumaythah) – miasto w południowym Iraku, w muhafazie Al-Musanna. Liczy około 44 tys. mieszkańców.